# Museu de la Fotografia de Girona
El Museu de la Fotografia de Girona (MFGi) és un museu virtual creat el 2012 per difondre l'arxiu d'imatges de la ciutat de l'Arxiu Municipal de Girona, format per quatre milions de fotografies de Girona des de 1839 fins a l'actualitat. És accessible des d'un ordinador, telèfon intel·ligent o tauleta tàctil.

## Història
El 1982 l'Ajuntament de Girona va crear l'arxiu d'imatges de la ciutat amb un primer fons de 6.000 fotografies, que al llarg de dues dècades, va anar creixent fins a guardar més de quatre milions d'instantànies i arxius de ràdio i televisió. D'aquesta manera, el Consistori va obrir el 20 de setembre de 2012 el Museu de la Fotografia de Girona per tal de donar sortida al fons. Segons el cap del Servei de Gestió Documental, Arxius i Publicacions de l'Ajuntament de Girona, Joan Boadas, amb aquest museu es va voler fer «un pas més» dins la voluntat «de recuperar el passat i donar-li projecció de futur».

## Espais
El museu es basa en la tecnologia 3D, desenvolupada per l'empresa Evol, que permet recórrer les sales com si es tractés d'un museu físic, amb panells informatius i les fotografies penjades a les parets. De moment, el Museu de la Fotografia compta amb un primer espai dedicat al fotògraf Josep Buil i Mayral (1920 – 2005) i la intenció de l'Ajuntament de Girona és ampliar-lo amb una nova sala cada any.